# تدمير تنظيم الدولة الإسلامية (داعش) للمواقع التراثية
تدمير داعش للآثار هي عدة عمليات قام بها تنظيم الدولة الإسلامية، داعش بتدمير عدة مواقع ومنحوتات أثرية في العراق وسوريا، ولقد كانت هذه الآثار تعود لعصور قديمة ومنها من كانت مدرجة ضمن لائحة التراث العالمي التابعة لمنظمة اليونسكو مثل مدينة الحضر  وآشور والتي تدعى بقعلة الشرقاط وكالح في العراق، بالإضافة إلى مدينة تدمر الأثرية في سوريا، كما قام التنظيم بتدمير عدة مساجد قديمة مثل مسجد النبي يونس في الموصل، والتي يعتقد بأنها تحوي رفاة النبي يونس أو يونان وكذلك مسجد النبي شيث، بالإضافة إلى تدميره لعدة مساجد وكنائس ومعابد يزيدية قديمة بالإضافة إلى المراقد الشيعية، وعادة ما يقوم التنظيم بتصوير عمليات التدمير هذه بأفلام فيديو قصيرة مثلما فعل في تدميرهِ لأثار متحف الموصل وكذلك جامع النبي يونس ومدينة تدمر.
وقد أدانت عدة دول ومنظمات أفعال داعش هذه، وأبرزها منظمة اليونسكو والتي قالت على لسان الأمينة العامة لها إيرينا بوكوفا أن تدمير الآثار مخالف لاتفاقية لاهاي لحماية الملكية الثقافية في حالة النزاع المسلح والتي تم توقيعها في عام 1954 من قبل 126 دولة ومن ضمنهم دولتي العراق وسوريا، وذكرت منظمة اليونسكو أنه لا يزال هناك عدة مواقع أثرية في المناطق التي يسيطر عليها تنظيم داعش والجماعات الإرهابية الأخرى في العراق وسوريا وليبيا واليمن ودول أخرى ما زالت آثارها مهددة بالهدمِ من قبل داعش.

## الأسباب
وفقًا لأتباعه «فإنّ للأماكن أهمية كبيرة في التوحيد والقضاء على الشرك بالله.»

## تدمير بعض المواقع

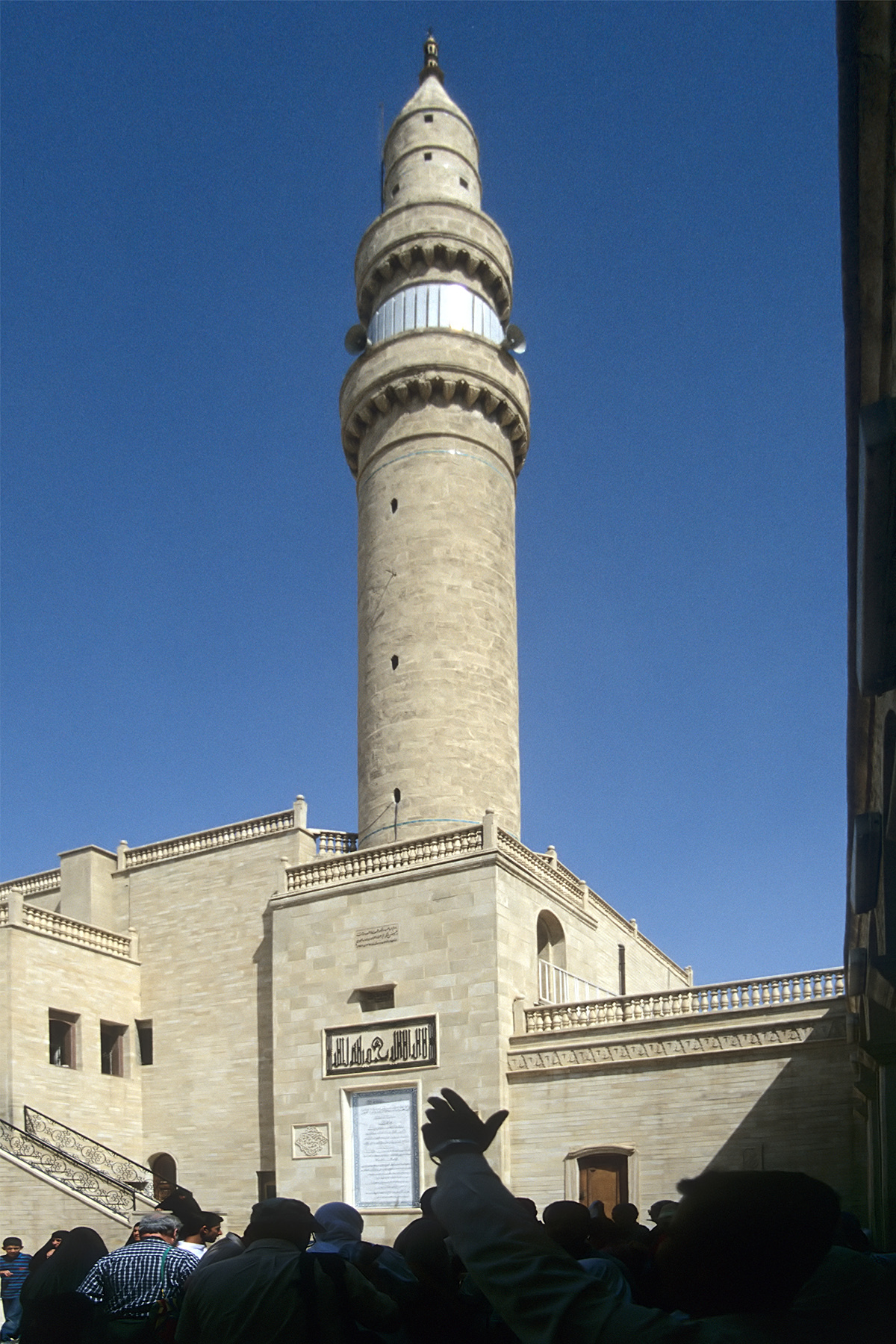
جامع النبي يونس في الموصل، المصورة في عام 1999. تم تدميره من قبل داعش في عام 2014.

### المساجد والأضرحة
ذكرت وسائل الإعلام في عام 2014 تدمير داعش لعدة مساجد وأضرحة ومزارات في الدولة العراقية. من بينِ الكثير مما دُمر؛ هناكَ مسجد القبة الحسينية في الموصل وكذا مسجد سعد بن عقيل في تلعفر وبعض المساجد الشيعية في الموصل. هناك شكوك تحوم حولَ تدمير داعش كذلك لقبرِ ابن الأثير الجزري. بحلول 24 أيلول/سبتمبر من عام 2014؛ دمّر داعش مسجد الأربعينية في تكريت والذي يحتوي على قبور 40 من رُفقاء عصر عمر بن الخطاب. أمّا في 26 فبراير/شباط 2015 فقد فجّر داعش مسجدًا للشيعة في وسط الموصل. في نفس المدينة؛ استهدفَ داعش العديد من المقابر مع الأضرحة التي بُنيت عليها حيث دمر في تموز/يوليو من عام 2014 واحد من مقابر النبي دانيال –الموجود في الموصل– من خلال تفجيره. في 24 تموز/يوليو من نفس العام؛ أقدمَ عناصر التنظيم المُتطرف على تدمير مسجد النبي يونس في الموصل بالمتفجرات، ثم دمّر في 27 تموز/يوليو قبر النبي جورج في نفسِ المدينة.
في 25 تموز/يوليو من عام 2014؛ دمر تنظيم الدولة الإسلامية (داعش) مرقد الإمام عون الدين في الموصل والذي يُعد واحدًا من هياكل قليلة جدًا قد نجت من التدمير خلال الغزو المغولي. يعتمدُ داعش في استراتيجيتهِ على الأجهزة المتفجرة التي يزرعها داخل الضريح أو المسجد ولكنهُ يعتمد في بعضِ الأحيان على الجرافات.في آذار/مارس 2015؛ أفادت وكالة أنباء سبوتنيك الروسية أنّ داعش قد جرف مسجدًا في الموصل يعود تاريخهُ إلى عام 1880. في نفس العام؛ أمرَ داعش بإزالة جميع العناصر الزخرفية الجدارية من المساجد في الموصل حتى تلك التي تحتوي على الآيات القرآنية، وذلكَ لأنّ أيديولوجية داعش تنصُ على أن هذه الزخارِف مجرد بدع تتعارضُ معَ أساسيات الشريعة.

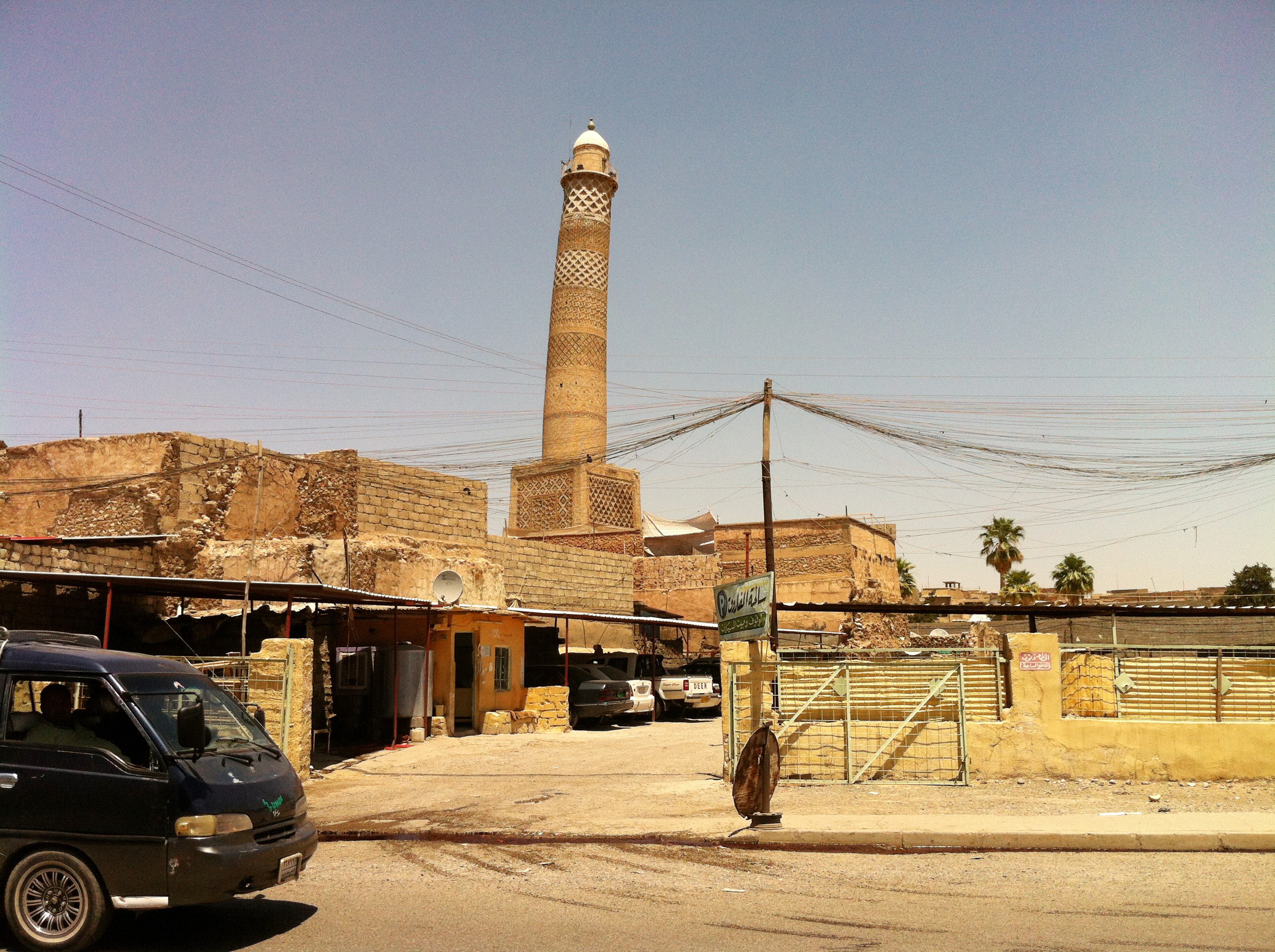
منارة الحدباء التي دُمرت من قِبل داعش في 22 حزيران/يونيو 2017 خلال معركة الموصل.

دمر داعش الأضرحة الصوفية هي الأخرى بالقرب من العاصمة طرابلس في ليبيا وذلكَ في آذار/مارس 2015. أمّا في حزيران/يونيو 2015؛ فقد أعلنَ داعش عن نسفهِ لعددٍ من المقابر القديمة التي تعود لمحمد بن علي ونزار أبو بهاء الدين على مقربة من أطلال تدمر. دمر داعش في عام 2016 مئذنة عانة التي تقعُ في محافظة الأنبار والتي يعود تاريخها إلى العصر العباسي. جديرٌ بالذكر هنا أنّ المئذنة قد أُعيد ترميمها في عام 2013 فقط وذلك بعدما دمرها مجهول ما في عام 2006. في عام 2017؛ دمرَ داعش جامع النوري في الموصل وهوَ المسجد الذي أعلنَ منهُ أبو بكر البغدادي إنشاء دولة الخلافة الإسلامية قبلَ ثلاثة سنوات.

### الكنائس والأديرة

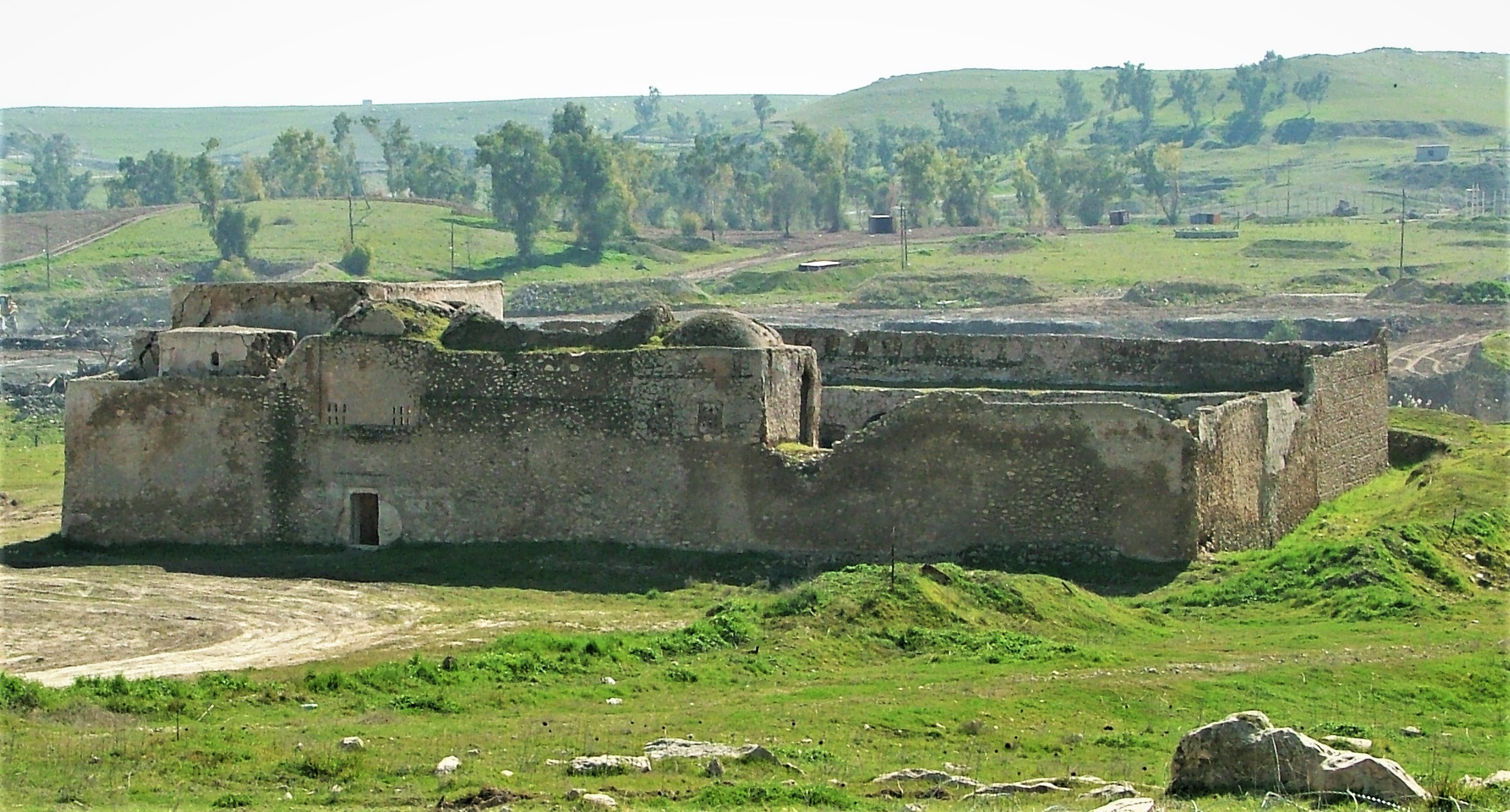
دير مار إيليا الذي دمره داعش في وقت ما بين أواخر آب/أغسطس وبداية أيلول/سبتمبر 2014

في حزيران/يونيو 2014؛ أفادت الكثيرُ منَ الأنباء على أن قائدَ البغدادي داعش قد أوعز إلى مسلحي التنظيم بتدمير جميع الكنائس في الموصل. ومنذ ذلك الحين؛ معظم الكنائس داخل المدينة قد دُمرت:
- دُمرت كنيسة السيدة العذراء مريم من خلال عددٍ منَ العبوات الناسفة في تموز/يوليو 2014.[22]
- هدم داعش دير مار إيليا أقدم دير في العراق ما بين أواخر آب/أغسطس وبداية أيلول/سبتمبر 2014.[23][24]
- فُجرت الكنيسة الطاهرة والتي بُنيت في أوائل القرن العشرين في أوائل شباط/فبراير 2015 (مُحتمل) ومع ذلك لا يوجد أي دليل على أن الكنيسة قد دمرت فعلا.[25]
- دُمرت كنيسة ماركوركاس في 9 آذار/مارس 2015 ووفقًا للحكومة العراقية فإن عناصر داعش قد هدموا مقبرة مجاورة أيضا بالجرافات.[26]
- فُجرت كنيسة أخرى –لم يُكشف عن اسمها– في تموز/يوليو 2015 تعود لعشرات آلاف السنين. حسب المصادر الكردية؛ فإنّ أربعة أطفال قد قتلوا عن غير قصد عندما تم تدمير الكنيسة.[27]
- فُجرت كنيسة صنعاء التي بُنيت في عام 1872 وفُجرت في نيسان/أبريل 2016.[28]

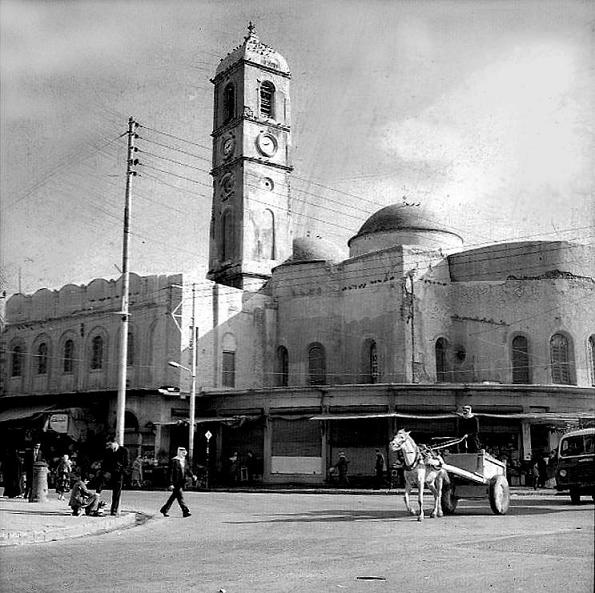
كنيسة أخرى في الموصل فجرها داعش في نيسان/أبريل 2016

فجر داعش عددًا من الكنائس الأخرى في أماكن أخرى في العراق أو في سوريا بما في ذلك كنيسة شهداء الأرمن في دير الزور بسوريا في 21 أيلول/سبتمبر 2014. بعد ذلك بثلاثة أيام فقط؛ فجر داعش كنيسة سانت آوداما التابعة لكنيسة المشرق الآشورية في تكريت. دُمرَ كذلك دير مار بهنام بالقرب من بغديدا في العراق في آذار/مارس 2015.
اعتبارًا من 5 أكتوبر 2015؛ كانَ داعش قد دمرَ الكنيسة الآشورية المسيحية في عيد الفصح السوري في بلدة تل نصري وذلك بعدما حاولت القوات الكردية من خلال وحدات حماية الشعب استرجاع المدينة من يدِ التنظيم. في 21 آب/أغسطس من نفسِ العام؛ دمّر داعش دير القديس إليان بالقربِ من القريتين في محافظة حمص.

### المواقع القديمة

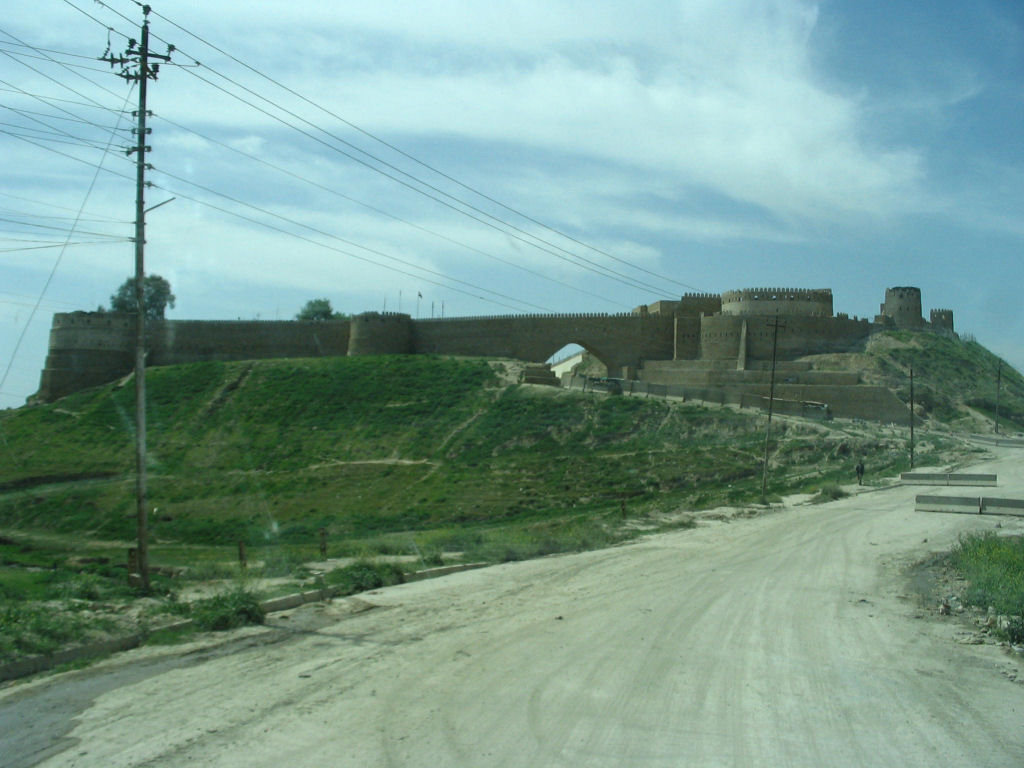
قلعة تلعفر التي دُمرت أجزاء منها على يدِ تنظيم داعش في كانون الأول/ديسمبر 2014

في أيار/مايو 2014؛ حطّم أعضاء داعش حطم تمثالًا في سوريا يعود لـ 3000 عام، كما نهبَ أعضائه في وقتٍ لاحق أكثر من 40% من القطع الأثرية في منطقة عجاجا.
فجّر داعش أجزاءًا من قلعة تلعفر في كانون الأول/ديسمبر 2014 مما تسبب في أضرار واسعة النطاق. عاد التنظيم المُتطرف في كانون الثاني/يناير 2015 لتدمير أجزاء كبيرة من جدار نينوى في حي التحرير في مدينة الموصل. لم تكن الرقة أفضلُ حالا من باقي المدن السورية وذلك بعدما أمر قادة داعش علنًا بهدمِ البوابة الآشورية القديمة التي تعود للقرن الثامن قبلَ الميلاد. ليس هذا فقط؛ بل دمر مقاتلو التنظيم المتطرف تمثال حداتو والموقع الأثري المُحيط به. جديرٌ بالذكر هنا أنّ صور التدمير قد نُشرت على مجلة دابق التابعة للتنظيم والتي نشرت كذلك صور دمار أخرى في مناطق لم يُتعرف عليها.
في 26 شباط/فبراير 2015 نشرَ داعش شريط فيديو يُظهر تدمير مختلف التحف القديمة في متحف الموصل ويُظهٍر الفيديو على وجهِ الخصوص تشويه من تمثال الثور المجنح وكذا صورة مشوهة أخرى لتمثال بوابة نركال بواسطة آلات ثقب الصخور. ظلّ هذان التمثالان مدفونان حتى عام 1941 حينما هطلت أمطار غزيرة وبفضلِ تآكل التربة ظهرَ التمثالين على كلا الجانبين. في السياق ذاته؛ وفي ظل الأوضاع المتوترة في المِنطقة ادعى البعض أنّ داعش عمد لتدمير بعض المباني والتماثيل والمواقع القديمة ثم أعادَ بنائها بشكلٍ محرف إلا أن وزير الثقافة العراقي عادل شرشاب قد نفى كل هذا قائلا: «يحتوى مُتحف الموصل على العديد من التحف القديمة والجديدة، الكبيرة والصغيرة ... لم يتم نقل أي منها إلى المتحف الوطني العراقي في بغداد. وهكذا فإنّ جميع القطع الأثرية التي دمرت في الموصل هي الأصلية باستثناء أربع قطع مصنوعة من الجبس.»

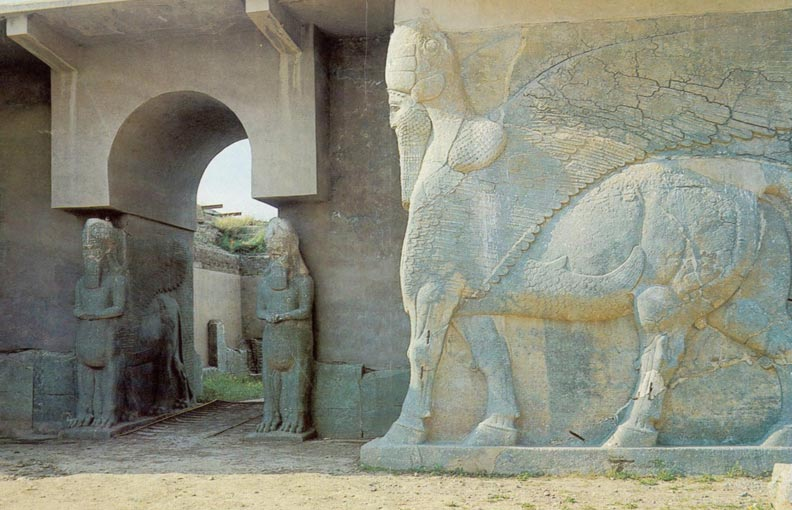
قصر آشور ناصربال الثاني في كالح (الصورة مُتلقطة عام 2007) والذي دُمر بجرافات داعش في آذار/مارس 2015

في 5 آذار/مارس 2015؛ بدأَ داعش في هدمِ بعض المواقع الأثرية في كالح والتي يعودُ بعضها للقرن الثالث عشر قبل الميلاد. حطّم داعش حينها قصرَ آشور ناصربال الثاني، ونشر في وقتٍ لاحق فيديو يصور بقايا القصر بعد تدميره. بعد ذلك بيمومين فقط؛ ذكرت مصادر كردية أن داعش قد بدأ في تجريف مملكة الحضر، وهدّد بفعل الشيء نفسه معَ المنطقة المتاخمة. في اليوم التالي؛ استهدفَ داعش دور شروكين حسب ما جاء به المسؤول الكردي سعيد ماموزيني من الموصل. أطلقت وزارة السياحة والآثار في العراق تحقيقًا في نفسِ اليوم لكشفِ ملابسات القضيّة. ذكرت الوزارة ذاتها في الثامن من نيسان/أبريل 2015 أن تنظيم داعش دمر ما تبقى قلعة الموصل في الموصل. اعتبارًا من مطلع تموز/يوليو 2015؛ 20% من أصل 10.000 موقع أثري في العراق كانَ تحت سيطرة داعش.

#### تدمر

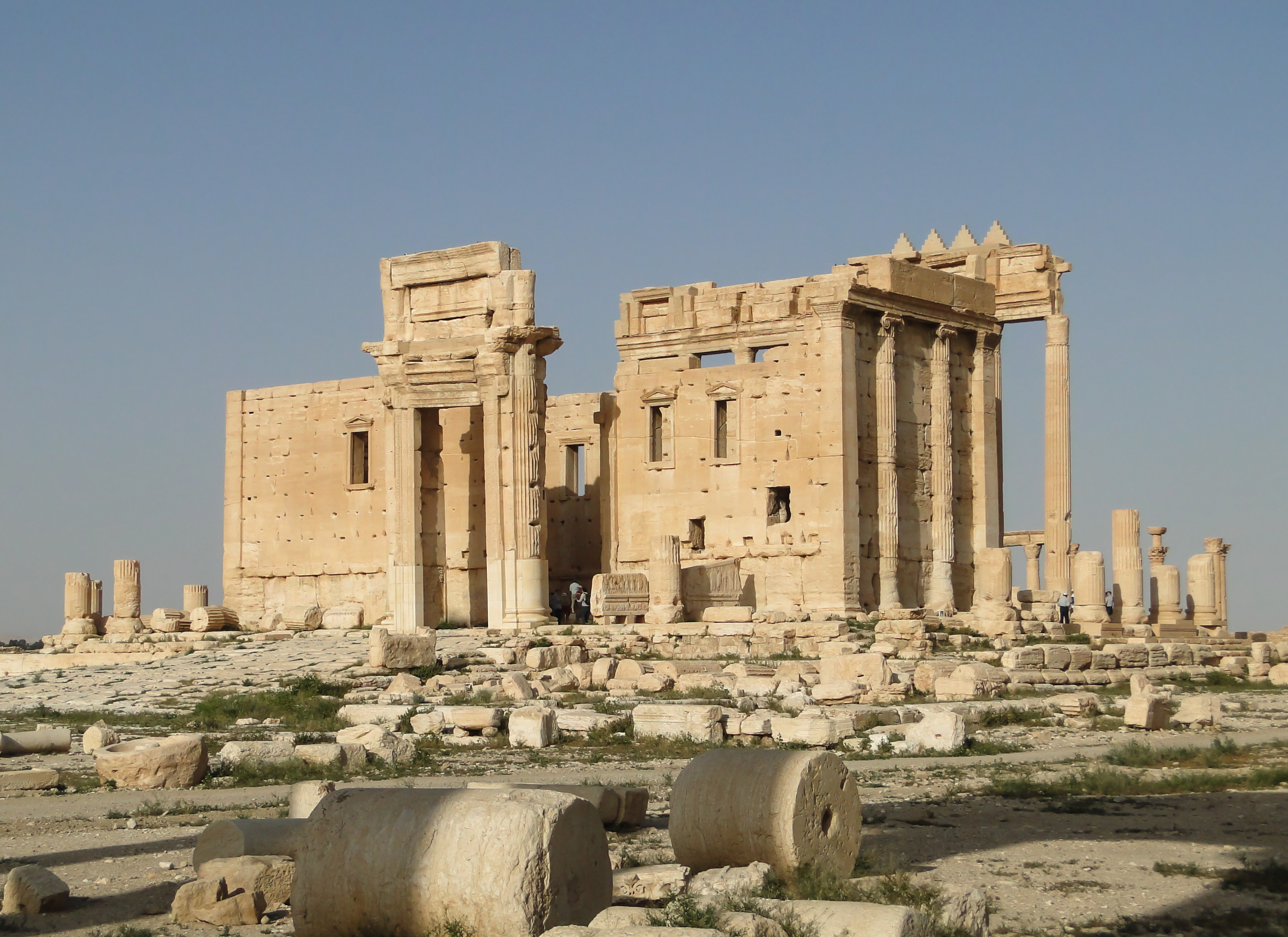
معبد بل في تدمر والذي تم تفجيره من قبل تنظيم داعش في آب/أغسطس 2015

بعد السيطرة على تدمر في سوريا؛ ذكرَ داعش أنهُ لا ينوي هدمَ مواقع التراث العالمي في المدينة لكنهُ سيفعل ذلكَ معَ كلّ التماثيل التي تُشيرُ إلى تعدد الآلهة (الشرك). في 27 أيار/مايو 2015؛ نشرَ تنظيم الدولة فيديو يُوضح الأجزاء التالِفة من كولانيد، معبد بل ومسرح تدمر كما هدمَ في نفس اليوم تمثال أسد اللات في تدمر جنبًا إلى جنب معَ عدة تماثيل أخرى في حين نهب وسرق الكثير بغرض بيعها في السوق السوداء. نسفَ داعش في 23 آب/أغسطس 2015 معبد بعل شمين، ثم نسف بعد ذلك سأسبوعٍ واحد معبد بل بالمتفجرات. أظهرت صور الأقمار الصناعية الموقع وهو خاليًا على عروشه بعدما كانت صورة المعبد تظهر من قبل. وقعت المرحلة الأخيرة من عمليات التدمير بين 27 آب/أغسطس و2 أيلول/سبتمبر 2015 بما في ذلك تدمير أحد الأبراج الذي يُعدّ أبرز مثال على التنوع في مدينة تدمر التاريخية. تواصلَ مسلسل تدمير التراث الثقافي بعدَ تفجير قوس النصر في يومٍ ما من شهر تشرين الأول/أكتوبر.
عندما استعادت القوات الحكومية السورية المدينة في آذار/مارس 2016؛ فجّر مقاتلو داعش قلعة فخر الدين المعني مما تسبب في أضرار واسعة النطاق. ثم نهب بعد ذلك مباشرة المآثر الفرثية/الرومانية من مدينة دورا أوربوس في شرق سوريا.

#### الحضر
الحضر هي مدينة قديمة في محافظة نينوى في العراق وهي مدينة كبيرة ومحصنة وكانت عاصمة مملكة الحضر التي صمدت في وجهِ غزوات الرومان عام 116 ميلادية وذلكَ بفضل ارتفاع جدرانها السميكة التي عُززت من خلال مجموعةٍ منَ الأبراج. ومع ذلك فالمدينة قد سقطت في 240 ميلادية خلال حكم الفرس للمنطقة. إنّ ما تبقى من المدينة وخاصة المعابد الهلنستية والرومانية فضلا عن الزخرفات الشرقية تشهدُ على عظمة الحضارة في تلكّ الفترة. تقعُ المدينة على بُعد 290 كيلومتر (180 ميل) إلى الشمال الغربي من بغداد و110 كم (68 ميل) إلى الجنوب الغربي من الموصل.
في 7 آذار/مارس 2015؛ ذكرت مصادر مختلفة بما في ذلك المسؤولين العراقيين أن جماعة الدولة الإسلامية في العراق والشام (داعش) قد بدأت بهدمِ أطلال من الحضر. أظهرَ فيديو بثته داعش الشهر المقبل أظهر تدمير معالم المدينة، التي استُعيدت من قِبل قوات الحشد الشعبي في 26 نيسان/أبريل 2017. وقال متحدث باسم القوات إن داعش دمر المنحوتات والصور المنقوشة للموقع، لكن جدرانه وأبراجه كانت لا تزال قائمة على الرغم من احتوائها على ثقوب وخدوش تلقتها من رصاص داعش. كما ذكرت وحدات قوات الحشد الشعبي أن المجموعة قامت بتفكيك البوابات الشرقية للموقع، وبالتالي منعت مؤقتًا أي تقييم للأضرار من قبل علماء الآثار. أفيد في 1 مايو أن الموقع تعرض لأضرار أقل مما كان يُخشى في وقت سابق. أفاد صحفي من إفي في وقت سابق بالعثور على العديد من التماثيل المدمرة والمباني المحترقة بالإضافة إلى علامات النهب. وقالت ليلى صالح رئيسة اثار محافظة نينوى ان معظم المباني كانت سليمة والدمار لا يقارن مع تدمير المواقع الاثرية الأخرى في العراق. كما ذكر قائد في قوات الحشد الشعبي أن الضرر كان طفيفًا نسبيًا.

### المكتبات
أحرقَ داعش مجموعة من المكتبات فيما سرقَ أخرى من مواقع مختلفة بما في ذلك المكتبة المركزية في الموصل والتي أحرقَها بالمتفجرات، وكذا المكتبة في جامعة الموصل والتي تعود لحوالي 265 سنة. بعض الأعمال التي سُرقت يعود تاريخها إلى 5000 سنة قبل الميلاد وتشمل بعض الصحف العِراقية التي يرجع تاريخها إلى أوائل القرن العشرين وكذا مجموعة من الخرائط والكتب التي تعود لعصرِ الإمبراطورية العثمانية ومجموعات كتب أخرى. كانَ الهدفُ المعلن من داعش هوَ تدمير كل شيء باستثناء الكتب الإسلامية.

## ردود الفعل
في 22 أيلول/سبتمبر 2014؛ أعلنَ جون كيري أن وزارة الخارجية الأمريكية قد عقدت شراكة مع المدارس الأمريكية من أجل توجيهها للقيام ببحوث ومبادرات حول التراث الثقافي في العراق وسوريا. أدانت لجنة حماية الممتلكات الثقافية في حالة النزاعات المسلحة التابعة لليونسكو خلال اجتماعٍ لها تكرار الهجمات المتعمدة ضد الممتلكات الثقافية ولا سيما في الجمهورية العربية السورية وجمهورية العراق. أمّا المديرة العامة لليونسكو إيرينا بوكوفا فقد اعتبرت التدمير في الموصل انتهاكًا لقرار مجلس الأمن رقم 2199 كما اعتبرت تدمير الآثار في نفسِ المدينة بمثابة جريمة حرب.
ذكرّ رئيس وزراء العراق السابق نوري المالكي أنّ لجنة السياسة والآثار قد قدموا شكوى إلى الأمم المتحدة لإدانة جميع الجرائم والانتهاكات التي قامَ بها داعش بما في ذلك تلك التي تؤثر القديمة أماكن العبادة. في 28 أيار/مايو 2015 وافقت الجمعية العامة للأمم المتحدة على قرارٍ بالإجماع بمبادرة من ألمانيا والعراق وبرعاية 91 دولة عضو في الأمم المتحدة. ينص القرار على أنّ «تدمير داعش لمواقع التراث الثقافي قد يرقى إلى جريمة حرب مع ضرورة مضاعفة التدابير الدولية لوقف هذه الأعمال التي وصفتها بأنها تكتيك الحرب.»
بعد تدمير مجموعة منَ المعابد في أغسطس 2015؛ أعلنَ معهد الآثار الرقمية (IDA) عن خطط لإنشاء سجل رقمي من المواقع التاريخية والأثرية المهددة من قبل تنظيم الدولة الإسلامية (داعش). من أجلِ تحقيق هذا الهدف؛ تعاونت المؤسسة الدولية للتنمية مع اليونسكو لنشر 5,000 كاميرا ثلاثية الأبعاء وعالية الجودة في الشرق الأوسط. في المسارِ نفسه؛ وقّعَ مدير عام متحف التشيك الوطني ميخال لوكيس على اتفاق في حزيران/يونيو 2017 يقضي باحتفاظ المتحف الوطني في تشيك للتراث الثقافي والتاريخي الذي تضررَ جراء الحرب بما في ذلك الموقع القديم في تدمر.
في يونيو 2017؛ أعلنَ صندوق الآثار العالمي (WMF) عن مخطط بلغت ميزانتهُ 500,000 جنيه إسترليني لتدريب اللائجين السوريين بالقرب من الحدود السورية الأردنية علَى مهارات البناء حتى يُصبحن قادرين على المساعدة في استعادة مواقع التراث الثقافي التي تضررت أو دمرت خلال الحرب الأهلية السورية بمجرد عودة السلام إلى سوريا.